# 皮耶迪格罗塔圣母堂
皮耶迪格罗塔圣母堂（Chiesa di Santa Maria di Piedigrotta）是一座巴洛克建筑风格的罗马天主教教堂，位于意大利坎帕尼亚大区那不勒斯基艾亚区的皮耶迪格罗塔社区（Piedigrotta）。 
1353年，该地的一座教堂祝圣，供奉圣母圣诞。此处原址有一座古老的小堂，拥有一尊拜占庭圣母雕像。传说圣母向祈求建造教堂的三个人显现。1453年，该堂归属 拉特朗律修会,直到今日。它经历过多次修复和重建，包括1520年、1820年和1853年。目前的立面可追溯到1853年，由埃里科·阿尔维诺设计，雕塑由贝尔纳多·曼科创作。毗邻的修道院由托马索·马尔维托设计。
在庞贝圣母小堂有温泽尔·科伯格的《钉十字架》和《圣殇与安多尼》。下一个小堂有朱塞佩·曼西内利的《奥斯定殉道》和贝尔纳多·卡瓦利诺的《若瑟与玛利亚的婚姻》。
该堂曾经拥有赫姆塞尔、弗朗切斯科·桑塔费德、乔瓦尼·伯纳德·拉马、梅尔滕·德沃斯和贝利萨里奥·科伦齐奥的作品。